# 布雷徹冰川
布雷徹冰川（英語：Brecher Glacier）是南極洲的冰川，位於奧次地，處於邱吉爾山脈，全長9公里，流經朗德爾峰和曼達里奇山，最終注入伯德冰川，現時由南極條約體系管理。